# Evalina Salzedo

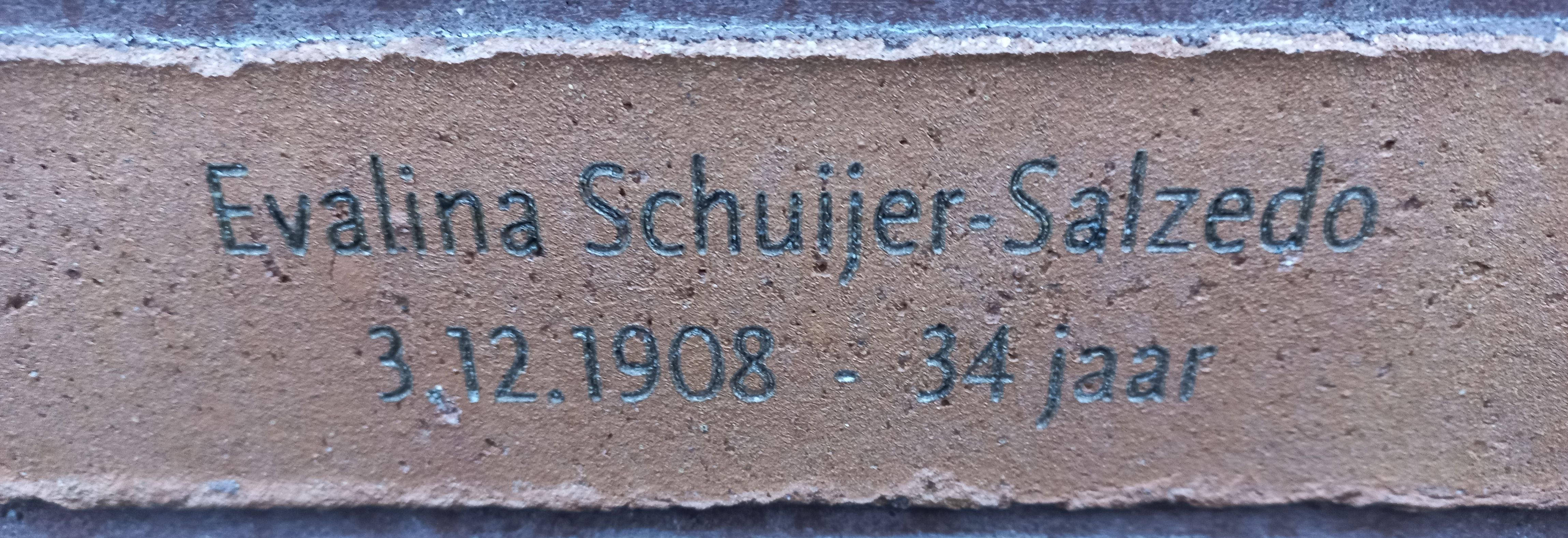
steen Evalina Salzedo (januari 2023)

Evalina Salzedo (Amsterdam, 3 december 1908 – Sobibór, 11 juni 1943), ook wel Evalina Lopes Salzedo, was een Nederlands violiste.
Ze was dochter van diamantslijper Isaäc Salzedo en Sophia Poppers.
Ze kreeg haar opleiding aan het Conservatorium van Amsterdam. Haar optredens begonnen rond 1929. In de jaren dertig was ze regelmatig op de Nederlandse radio te horen. Muziekcriticus Theo van der Bijl vond haar bij een optreden in 1936 een muzikaal en violistisch talent, maar miste nog karakter. 
In 1936 trok ze naar Utrecht en speelde aldaar in het Utrechts Stedelijk Orkest, maar in 1940 had ze zitting in het Haagsch Trio, samen met André Rodenhuis en Engelbert Oskam. In juni 1941 trouwde ze met violist Louis Schuijer, die ook violist was in het USO. Samen speelden ze met Cora Borawitz en Mien Kan in het Stichtsch Strijkkwartet, dat maar twee jaar bestond.
Salzedo werd met haar vader, moeder en man tijdens de Jodenvervolging omgebracht in Sobibór. Ze wordt herdacht in het Holocaust Namenmonument te Amsterdam. 